# Philippe Leduc
Pour les articles homonymes, voir Philippe Leduc (compositeur) et Leduc.
Philippe Leduc est un arbitre international français de football né le 18 juin 1952 à Nantes (Loire-Atlantique).
Il a arbitré la finale de la Coupe de France 1995 et la finale de la Coupe de la Ligue 1997.
Membre de l'Union Nationale des Arbitres de Football (UNAF), il est le représentant des arbitres auprès de la Ligue de Football Professionnel (LFP) depuis 2004.